# Estádio Municipal Prefeito José Liberatti
O Estádio Municipal Prefeito José Liberatti, mais conhecido também como Rochdalão, está localizado no Jardim Rochdale, zona norte do município de Osasco, São Paulo, Brasil e tem capacidade atual de 17.430 pessoas.

## História
O estádio foi inaugurado pelo Prefeito Celso Antonio Giglio em 26 de dezembro de 1996. Na inauguração o primeiro gol foi marcado por Sérgio Manoel (Palmeiras), durante o primeiro jogo no local, que foi entre Palmeiras 1x0 Corinthians. O nome do estádio foi uma  homenagem a um antigo prefeito da cidade, José Liberatti.
O povo da região e a mídia carinhosamente apelidou o Estádio de "Rochdalão" por se situar no Rochdale, bairro da Zona Norte do município. O estádio serve de casa para Grêmio Osasco Audax na Série A3 do Paulista, o Grêmio Osasco na Série A3 do Paulista e na Copa Paulista, para o Osasco FC na Série B do Paulista e de outros diversos clubes, da Copa São Paulo de Futebol Júnior e outros torneios regionais como jogos escolares.
O União Esportiva Rochdale também é um dos clubes que representa a região, atualmente apenas disputando o futebol amador.
Em 30 de janeiro de 2014 por volta das 20 horas, o prefeito de Osasco Jorge Lapas e Britaldo Soares, presidente da AES Brasil, em uma grande parceria, inauguraram oficialmente, o sistema de iluminação do Estádio Municipal José Liberatti, com luzes de LED econômicas e duradouras. Um reconhecimento aos torcedores osasquenses, e o esporte regional que vem melhorando a cada ano.
O estádio já foi casa para outros clubes de outras cidades da Grande São Paulo, áreas metropolitanas de São Paulo, e também para times de outros estados. Isso graças ao fácil acesso a ônibus e caravanas, nas proximidades da Rodovia_Anhanguera e Marginal Tietê. Dentre estes times estão o Grêmio Barueri, tradicionais como Clube de Regatas do Flamengo que sempre utilizam o estadio na copinha São Paulo de Futebol Junior e o Clube Atlético Juventus da Moóca. Alias, em uma partida na primeira fase da Série B do Campeonato Brasileiro de 1998, o Juventus-SP enfrentou o Fluminense Football Club nesse estádio. O Juventus-SP mostrou porque é chamado de "Moleque Travesso" e acabou vencendo a partida por 1 a 0. Acredita-se que essa partida tenha sido um ponto crucial para a queda do time carioca naquele ano. No jogo de volta no Maracanã, o tricolor descontou vencendo a partida por 2 a 0, mas ambas equipes não conseguiram pontos suficientes para escapar do rebaixamento.
Em 2015 foi a casa do Oeste, na época clube de Itápolis, na disputa do Brasileirão Série B, após o time ter fechado um acordo com o Audax, por conta do estádio onde mandava os seus jogos, o Estádio dos Amaros, ter sido interditado.
O público recorde do estádio foi no primeiro jogo da final do Campeonato Paulista, no dia 16 de maio de 2016, Audax e Santos ficaram no empate em 1 a 1, com a presença de 12.669 pessoas. 
Atualmente apenas o Audax e o Grêmio Esportivo Osasco utilizam o estádio para o time principal e também para o times de base e feminino.